# Liberty Center
Liberty Center a fost un centru comercial în București, deschis la data de 31 octombrie 2008. A fost construit pe locul clădirii Complexului Comercial Agroindustrial Rahova, unul din Circurile foamei, nefinalizat până la revoluție.
Avea o suprafață închiriabilă de 25.000 metri pătrați pe 3 niveluri și o parcare subterană cu 700 de locuri. A fost inaugurat în urma unei investiții de 70 de milioane de euro de compania nord-irlandeză Mivan și familia Awdi.
De-a lungul anilor, a conținut magazine precum: Altex, Adidas, CCC, Colin's, Deichmann, Avon, Carpeta, Casa Convenienza,  respectiv un restaurant Springtime, dar care au fost închise.
De asemenea, la momentul inaugurării, zona de divertisment includea cinematograful multiplex Happy Cinema (închis in 2023), patinoar, sală de bowling și jocuri. În Liberty Center a fost inaugurat primul patinoar acoperit într-un centru comercial, în prezent fiind închis.
În 2023, în cadrul centrului comercial mai erau deschise un hypermarket Auchan, magazine precum: KVL, Sephora, Steilmann, Lee Cooper, Inmedio, KiK, o spălătorie de haine și o sală de fitness. De asemenea, mai erau deschise restaurantele McDonald's, KFC și Jerry's Pizza. 
În anul 2023, retailerul grec de magazine Jumbo a achiziționat centrul comercial, existând planuri de a deschide un magazin Jumbo la etajul 2 al acestuia. În toamna aceluiași an, centrul comercial a fost închis parțial pentru renovări, urmând a fi inaugurat, sub denumirea de Jumbo Mall, în noiembrie 2024.